# ワフー (SS-516)
ワフー (USS Wahoo, SS-516) は、アメリカ海軍の潜水艦。テンチ級潜水艦の一隻。艦名はフロリダから西インド諸島にかけて生息するダークブルーの体色を持つ食用魚カマスサワラに因む。その名を持つ艦としては3隻目。
ワフーは1944年5月15日にカリフォルニア州ヴァレーホのメア・アイランド海軍造船所で起工した。しかしながら1946年1月7日にワフーの建造契約は取り消された。